# ارین موریارتی
ارین موریارتی (انگلیسی: Erin Moriarty؛ زادهٔ ۲۴ ژوئن ۱۹۹۴) یک هنرپیشه اهل ایالات متحده آمریکا است. وی از سال ۲۰۱۰ میلادی تاکنون مشغول فعالیت بوده است.
او بیشتر برای ایفای نقش شخصیت انی جنیوری / استارلایت در مجموعه تلویزیونی پرایم ویدئو آمازون تحت عنوان پسرها (۲۰۱۹) شناخته شده است. او پیش از سریال پسرها، نقش‌های برجسته‌ای در مجموعه‌های تلویزیونی جسیکا جونز (۲۰۱۵) متعلق به نتفلیکس، کارآگاه حقیقی (۲۰۱۴) در شبکهٔ اچ‌بی‌او، و بیوه سرخ (۲۰۱۳) از شبکهٔ ای‌بی‌سی داشته است. او همچنین در فیلم‌هایی نظیر پدر هم‌خون (۲۰۱۶)، سفر خارق‌العاده مرتاض (۲۰۱۸)، مهمانی هیولاها (۲۰۱۸) و فصل معجزه بازی کرده است.